# 三屋咲悠
三屋咲悠，日本輕小說作家。代表作是目前在KADOKAWA／Media Factory發表、並曾經改編成同名電視動畫的《學戰都市Asterisk》系列。

## 作品
- 學戰都市Asterisk。尖端出版。

1. 學戰都市Asterisk 姬焰邂逅，2012年9月25日 ISBN 978-4-8401-4823-8
2. 學戰都市Asterisk 銀綺覺醒，2013年1月25日 ISBN 978-4-8401-4963-1
3. 學戰都市Asterisk 鳳凰亂武，2013年5月24日 ISBN 978-4-8401-5188-7
4. 學戰都市Asterisk 追憶鬥破，2013年9月25日 ISBN 978-4-8401-5417-8
5. 學戰都市Asterisk 霸凰決戰，2014年3月25日 ISBN 978-4-04-066311-1
6. 學戰都市Asterisk 懷國凱戰，2014年6月25日 ISBN 978-4-04-066779-9
7. 學戰都市Asterisk 祭華繚亂，2014年11月25日 ISBN 978-4-04-067168-0
8. 學戰都市Asterisk 偶像峻烈，2015年5月25日 ISBN 978-4-04-067609-8
9. 學戰都市Asterisk 悠日戰啾，2015年9月25日 ISBN 978-4-04-067779-8
10. 學戰都市Asterisk 龍激聖霸，2016年3月25日 ISBN 978-4-04-068033-0
11. 學戰都市Asterisk 刃心切磋，2016年7月25日 ISBN 978-4-04-068415-4
12. 學戰都市Asterisk 刹鬼再應，2017年7月25日 ISBN 978-4-04-069337-8
13. 學戰都市Asterisk 群雄雲霞，2018年3月24日 ISBN 978-4-04-069613-3
14. 學戰都市Asterisk 熾烈魂戰，2018年4月25日 ISBN 978-4-04-069614-0

（以下續刊）
- 學戰都市Asterisk外傳 葵恩薇兒之翼。已發行2冊／截至2017年3月。

1. 2016年4月25日 ISBN 978-4-04-068316-4
2. 2017年2月25日 ISBN 978-4-04-068771-1

（以下續刊）
- （插圖：kannnu，小學館〈GAGAGA文庫〉），2016年9月發行 ISBN 9784094515534

## 外部連結
- 三屋咲悠的X（前Twitter） （日語）